# Vivo di canzoni
Vivo di canzoni è un album discografico dal vivo del gruppo musicale italiano Piccola Orchestra Avion Travel, pubblicato nel 1998. L'anno successivo, in seguito alla partecipazione del gruppo al Festival di Sanremo, il disco è stato ristampato con l'aggiunta di Dormi e sogna, il brano presentato al Festival.

## Tracce
1. Dormi e sogna
2. Aria di te
3. Cuore grammatico
4. Abbassando
5. Storia d'amore
6. La famiglia
7. Scherzi d'affitto
8. L'amante improvviso
9. La conversazione
10. Il giocatore
11. Cosa sono le nuvole
12. L'atleta ritrovato
13. L'atlante
14. Dalle stazioni al mare

## Classifiche
| Classifica (1998) | Posizione massima |
| ----------------- | ----------------- |
| Italia            | 22                |